# Volva volva
Volva volva är en snäckart som beskrevs av Carl von Linné 1758. Volva volva ingår i släktet Volva och familjen Ovulidae.

## Underarter
Arten delas in i följande underarter:
- V. v. volva
- V. v. striata